# Bessie Nager
Beatrice «Bessie» Nager (* 1. September 1962 in Luzern; † 25. Januar 2009 in Langnau am Albis bei Zürich) war eine Schweizer Künstlerin.

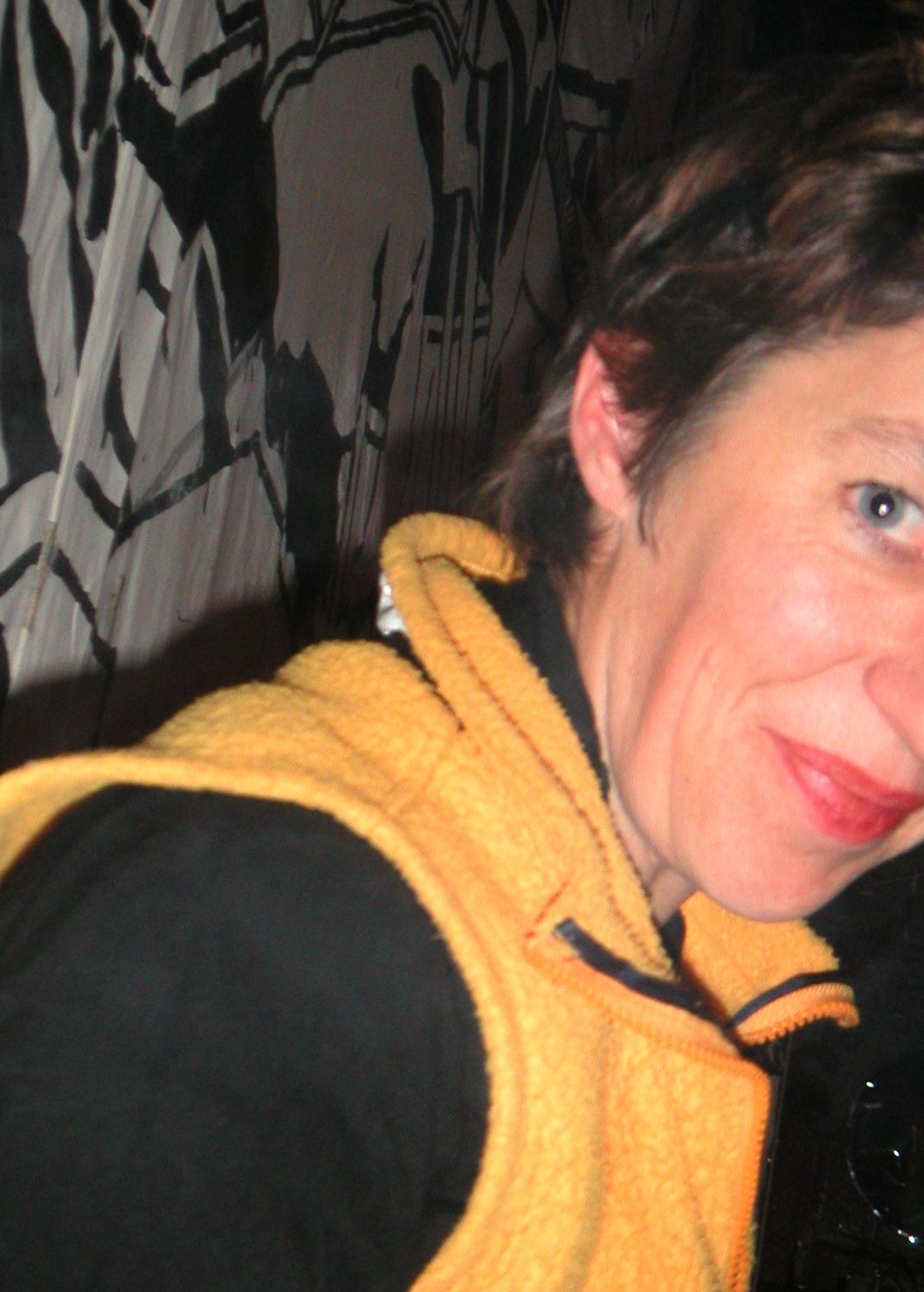
Bessie Nager, 2003, im Museum Plattenstrasse in Zürich

## Leben
Nach der Schulzeit in Luzern studierte Bessie Nager Kunstgeschichte an der Universität Zürich und Bildende Kunst an der F+F Schule für experimentelle Gestaltung und der Hochschule für Gestaltung und Kunst Zürich (Abschluss 1991). Seit der Zeit des Studiums arbeitete sie als Lehrerin für Gestaltung, zuerst an der «Farbmühle Luzern», später an verschiedenen Kunsthochschulen.
In ihrem Werk beschäftigte sich Bessie Nager mit dem Verhältnis des Menschen zum ihn umgebenden Raum und also mit Räumen, wo Menschen zusammenkommen. Kontinuierlich registrierte und visualisierte sie Übergänge und Veränderungen in diesem Verhältnis anhand von Themen wie Reisen und Migration, öffentliche Räume und Verkehrsmittel. Ihre Installationen haben das Publikum oft körperlich einbezogen und zur Benutzung oder Begehung eingeladen: riesige weiche Kissen zu betreten, in Styroporfluten zu «schwimmen», zwischen Flaschen-Ansammlungen zu balancieren oder in Trammodellen zu klettern.
In Auseinandersetzung mit Kunstgeschichte und Literatur hat Bessie Nager mit einer grossen Vielfalt an formalen Ausdrucksmitteln (Videos, Installationen, Skulpturen etc.) und in zahlreichen Ausstellungen Situationen geschaffen, die den Betrachtenden einladen, seine Erfahrung zu reflektieren.
Bessie Nager war in vielen Jurys für Kunstprojekte und Förderpreise tätig. Von 1998 bis 2006 arbeitete sie mit im Gremium «Kunstkommission der Stadt Zürich» und seit 2005 in der Programmkommission und im Vorstand des Kunsthauses Zürich.
Am 25. Januar 2009 verstarb Bessie Nager bei einem Autounfall.

## Werke

### Ausstellungen
- 2009 hrönir, Kunstmuseum Solothurn
- 2008 Kapital – Körper – Konventionen (Beitrag), Schloss Wolkersdorf, Wien
- 2008 reloaded, Galerie Bob Gysin, Zürich
- 2008 les voyageurs immobiles (Beitrag in Top of Central Switzerland), Kunstmuseum Luzern
- 2007 château brillant, Schloss Meggerhorn, Meggen
- 2006 tramways (mit Schütz, Hoefs, Zufferey), Helmhaus Zürich
- 2005 infrabody, Galerie Bob Gysin, Zürich
- 2003 flugbahnen II, forum andere musik, Planetarium Kreuzlingen
- 2003 roaming, Das Gästezimmer, Wolhusen
- 2002 round about, Galerie Bob Gysin, Zürich
- 2002 complice, Bänschstrasse 20, 10247 Berlin
- 2000 pool position (mit Andrea Loux), Stadtgalerie Bern im Kaskadenkondensator
- 2000 sea monkeys, Galerie Bob Gysin, Zürich
- 1999 pool position (mit Andrea Loux), Stadtgalerie Bern
- 1998 open doors, Gemeindegalerie Meggen
- 1996 pied à terre, Ausstellungsraum o.T., Luzern
- 1996 Es ist ein Leichtes, beim Gehen den Boden zu berühren, Galerie Bob Gysin, Dübendorf/Zürich
- 1994 Sammelstelle, Kunsthalle Palazzo, Liestal
- 1994 d'un ciel à l'autre, Ausstellungsraum o.T., Luzern
- 1994 Sammelplatz, Kunsthof WBK, Zürich
- 1993 point de rencontre, Galerie Bob Gysin, Dübendorf/Zürich

### Arbeiten im öffentlichen Raum
- 2000 Sozialversicherungsanstalt, Zürich
- 1999 Hauptsitz Winterthur Versicherungen, Winterthur
- 1996 Quartierzentrum Höngg Zürich
- 1995 Kehrichtverbrennungsanlage Luzern
- 1994 Stadtpolizei Luzern

### Videos
- 2006 wir sehen uns morgen, DVD, Ton, 8 Minuten 43
- 2006 umlaufen, DVD, 10 Minuten 17
- 2006 durchlaufen, DVD, 5 Minuten 42
- 2006 roadmovie zürich, DVD, Ton: Alura, 60 Minuten
- 2005 gulugulu aramba, DVD, Ton, 23 Minuten
- 2004 faire face, DVD, Ton, 20 Minuten, in Endlosprojektion
- 2003 roaming, DVD, Ton, 23 Minuten
- 2002 I’m always here, DVD, Ton, 8 Minuten, in Endlosprojektion
- 2002 opera, DVD, Ton, 20 Minuten
- 2002 round about, DVD, Ton, 4 Minuten 30, in Endlosprojektion
- 2002 runaways, DVD, 4 Minuten, in Endlosprojektion
- 2001 mail in mind, DVD, 30 Minuten, Ton, in Endlosprojektion
- 2001 mare nostrum, DVD, 12 Minuten, in Endlosprojektion
- 2001 lighthouse, DVD, 10 Minuten, Ton, in Endlosprojektion
- 2000 goodbye my friend, my e-go, DVD, Ton, 10 Minuten
- 2000 playtime, DVD, Ton, 8 Minuten, in Endlosprojektion
- 1999 tremors, in: CD ROM Skinnerbox Remixes, activeRat.com
- 1998 Auf dem Rücken der Ratten, VHS, 60 Minuten
- 1998 first contact, VHS, 60 Minuten
- 1995 action nez rouge, VHS, 60 Minuten

## Auszeichnungen
- 2005 BINZ 39, Kulturzentrum Scuol-Nairs
- 2003 Atelier des Kantons Zürich: Cité des Arts Paris
- 2002 Preis der Zentralschweizer Kantone
- 2001 Eidgenössisches Stipendium für Freie Kunst
- 1998 Viper Award Neue Medien
- 1995/98/2000 Stipendium des Kantons Zürich
- 1995 Jurypreis, Kunstmuseum Luzern
- 1990/94 Stipendium der Stadt Zürich